# Ali Ahmed
Pour les articles homonymes, voir Ahmed.
Ali Ahmed né le 10 octobre 2000 à Toronto en Ontario, est un joueur international canadien de soccer jouant au poste de milieu de terrain aux Whitecaps de Vancouver.

## Biographie

### Enfance et formation
Ali Ahmed est né à Toronto et a grandi dans le quartier de Lawrence Heights (en), de parents éthiopiens originaire de la région d'Oromia,. En 2018, il réalise un essai concluant à l'académie du Toronto FC, mais décline l'offre. Puis, il part au Portugal pendant quelques mois et fait un essai concluant avec le CF Belenenses mais ne peut y signer car il a alors moins de 18 ans. À son retour au Canada, l'un de ses anciens entraîneurs le met en contact avec l’entraîneur de l'académie des Whitecaps, Steve Meadley, qui l'invite à un essai en novembre 2019, mais celui-ci est écourté en raison de la pandémie de Covid-19. Un an plus tard, il retourne à Vancouver et impressionne cette fois l'entraîneur de l'équipe des moins de 23 ans de l’époque, Vanni Sartini avant de rejoindre cette formation,. Il participe au camp de pré-saison avec la première équipe en 2021, puis en 2022.

### Débuts professionnels à Vancouver
En mars 2022, il signe son premier contrat professionnel avec l'équipe réserve des Whitecaps de Vancouver, qui évolue en MLS Next Pro. Le 26 mars, il fait ses débuts professionnels en MLS Next Pro contre la réserve du Dynamo de Houston. Lors de sa première saison avec la seconde équipe des Caps, il joue quinze matchs et délivre cinq passes décisives,. Il est élu joueur de l'année des Whitecaps 2 par ses coéquipiers et le staff technique.
Le 22 avril 2022, il rejoint la première équipe pour un prêt à court terme de quatre jours, avant la rencontre de Major League Soccer contre l'Austin FC. Le lendemain, il fait ses débuts en MLS, entrant en jeu dans une défaite 3-0 contre le club texan,. Puis, le 4 août, il signe un autre prêt à court terme avec Vancouver, pour une rencontre à domicile, face au Dynamo de Houston.
Après une bonne saison en MLS Next Pro, il signe un contrat avec la première équipe des Caps le 16 novembre 2022. Il s'engage pour trois ans, avec une saison en option. Il devient le premier joueur des Whitecaps 2 passé par la MLS Next Pro à signer avec la première équipe du club. Le 1er avril 2023, il est titularisé pour la première fois en MLS, contre le CF Montréal et marque son premier but en professionnel,. Lors de la rencontre du Championnat canadien contre le Pacific FC, le 24 mai, il subit une blessure — par un tacle de Cédric Toussaint — en perdant conscience pendant quelques instants après le choc,. Le lendemain, le club indique qu'il a subi une commotion cérébrale et qu'il est autorisé à rentrer à Vancouver, après son évaluation au Victoria General Hospital (en),,. Il manque la finale du Championnat canadien, mais il est élu  meilleur jeune joueur de la compétition. Les Whitecaps remportent le match sur le score de deux buts à un, contre le club montréalais.

### Parcours en sélection
Membre d'une liste provisoire de cinquante-trois joueurs canadiens sélectionnés pour disputer la phase finale de la Ligue des nations, il ne fait pas partie de la liste finale de vingt-trois joueurs annoncée le 7 juin 2023. Puis, son nom figure sur une liste provisoire de soixante joueurs appelés à participer à la Gold Cup, il figure dans la liste définitive de vingt-trois joueurs pour disputer la compétition,,. Il honore sa première sélection en tant que titulaire contre la Guadeloupe —  lors du premier match de poules — le 27 juin,. Le Canada s'incline en quart de finale aux tirs au but, face aux États-Unis. Il dispute tous les matches de la compétition comme titulaire.

## Statistiques

### Statistiques en club
| Saison                | Club                   | Championnat           | Championnat | Championnat | Championnat | Coupe(s) nationale(s) | Coupe(s) nationale(s) | Coupe(s) nationale(s) | Compétition(s) continentale(s) | Compétition(s) continentale(s) | Compétition(s) continentale(s) | Compétition(s) continentale(s) | Séries | Séries | Séries | Canada | Canada | Canada | Total | Total | Total |
| Saison                | Club                   | Division              | M.          | B.          | P.d.        | M.                    | B.                    | P.d.                  | Comp.                          | M.                             | B.                             | P.d.                           | M.     | B.     | P.d.   | M.     | B.     | P.d.   | M.    | B.    | P.d.  |
| 2022                  | Whitecaps de Vancouver | MLS                   | 2           | 0           | 0           | -                     | -                     | -                     | -                              | -                              | -                              | -                              | -      | -      | -      | -      | -      | -      | 2     | 0     | 0     |
| 2023                  | Whitecaps de Vancouver | MLS                   | 22          | 2           | 1           | 2                     | 1                     | 0                     | LCC+LC                         | 3+1                            | 0                              | 0                              | 2      | 0      | 0      | 4      | 0      | 0      | 34    | 3     | 1     |
| 2024                  | Whitecaps de Vancouver | MLS                   | 22          | 1           | 0           | 4                     | 0                     | 0                     | LC                             | 2                              | 0                              | 0                              | 3      | 0      | 0      | 8      | 0      | 1      | 39    | 1     | 1     |
| 2025                  | Whitecaps de Vancouver | MLS                   | 14          | 0           | 5           | 1                     | 1                     | 0                     | CCC                            | 9                              | 0                              | 1                              | -      | -      | -      | 5      | 0      | 2      | 29    | 1     | 8     |
| Total sur la carrière | Total sur la carrière  | Total sur la carrière | 60          | 3           | 6           | 7                     | 2                     | 0                     | -                              | 15                             | 0                              | 1                              | 5      | 0      | 0      | 17     | 0      | 3      | 104   | 5     | 10    |